# Saša Hiršzon
Saša Hiršzon (Varaždin, 14. srpnja 1972.) je bivši hrvatski tenisač i Davis-cup reprezentativac. Karijeru započeo u svom rodnom gradu Varaždinu u lokalnom tenis klubu TK Varteks. Osim Hiršzonove igračke karijere proslavio se i kao trener jedne od najvećih hrvatskih tenisačica u povijesti Karoline Šprem. Koju je doveo do 16. pozicije na svjetskoj ljestvici.

## ATP karijera

### Parovi: 2 (2:0)
| Ishod   | Rb. | Godina | Turnir              | Podloga | Suigrač          | Finalisti                  | Rezultat |
| ------- | --- | ------ | ------------------- | ------- | ---------------- | -------------------------- | -------- |
| pobjeda | 1.  | 1995.  | Bordeaux, Francuska | tvrda   | Goran Ivanišević | Henrik Holm Danny Sapsford | 6:3, 6:4 |
| pobjeda | 2.  | 1997.  | Zagreb, Hrvatska    | tapet   | Goran Ivanišević | Brent Haygarth Mark Keil   | 6:4, 6:3 |

## Vanjska poveznica
Profil na ATP-u